# بلوسوم سيلي
بلوسوم سيلي (بالإنجليزية: Blossom Seeley)‏ هي عازفة جاز أمريكية، ولدت في 16 يوليو 1891 في سان فرانسيسكو في الولايات المتحدة، وتوفيت في 17 أبريل 1974 في نيويورك في الولايات المتحدة.

## وصلات خارجية
- بلوسوم سيلي على موقع IMDb (الإنجليزية)
- بلوسوم سيلي على موقع ميوزك برينز (الإنجليزية)
- بلوسوم سيلي على موقع قاعدة بيانات برودواي على الإنترنت (الإنجليزية)
- بلوسوم سيلي على موقع ديسكوغز (الإنجليزية)
- بلوسوم سيلي على موقع قاعدة بيانات الفيلم (الإنجليزية)